# Petit-Caux
Petit-Caux es una comuna nueva francesa situada en el departamento de Sena Marítimo, de la región de Normandía.

## Historia
Fue creada el 1 de enero de 2016, en aplicación de una resolución del prefecto de Sena Marítimo de 26 de noviembre de 2015 con la unión de las comunas de Assigny, Auquemesnil, Belleville-sur-Mer, Berneval-le-Grand, Biville-sur-Mer, Bracquemont, Brunville, Derchigny, Glicourt, Gouchaupre, Greny, Guilmécourt, Intraville, Penly, Saint-Martin-en-Campagne, Saint-Quentin-au-Bosc, Tocqueville-sur-Eu y Tourville-la-Chapelle, pasando a estar el ayuntamiento en la antigua comuna de Saint-Martin-en-Campagne.

## Demografía
| Gráfica de evolución demográfica de Petit-Caux entre 1800 y 2013 |
|                                                                  |

Los datos entre 1800 y 2013 son el resultado de sumar los parciales de las dieciocho comunas que forman la nueva comuna de Petit-Caux, cuyos datos se han cogido de 1800 a 1999, para las comunas de Assigny, Auquemesnil, Belleville-sur-Mer, Berneval-le-Grand, Biville-sur-Mer, Bracquemont, Brunville, Derchigny, Glicourt, Gouchaupre, Greny, Guilmécourt, Intraville, Penly, Saint-Martin-en-Campagne, Saint-Quentin-au-Bosc, Tocqueville-sur-Eu y Tourville-la-Chapelle de la página francesa EHESS/Cassini. Los demás datos se han cogido de la página del INSEE.

## Composición
| Comuna delegada          | Código INSEE | Población (2013) | Superficie (km²) | Densidad (hab./km²) |
| ------------------------ | ------------ | ---------------- | ---------------- | ------------------- |
| Assigny                  | 76027        | 384              | 6.05             | 63                  |
| Auquemesnil              | 76037        | 278              | 6.34             | 44                  |
| Belleville-sur-Mer       | 76037        | 865              | 3.07             | 282                 |
| Berneval-le-Grand        | 76081        | 1422             | 5.56             | 256                 |
| Biville-sur-Mer          | 76098        | 792              | 5.30             | 149                 |
| Bracquemont              | 76137        | 854              | 4.84             | 176                 |
| Brunville                | 76145        | 255              | 3.92             | 65                  |
| Derchigny                | 76215        | 552              | 4.75             | 116                 |
| Glicourt                 | 76301        | 231              | 4.58             | 50                  |
| Gouchaupre               | 76310        | 197              | 4.34             | 45                  |
| Greny                    | 76326        | 134              | 4.06             | 33                  |
| Guilmécourt              | 76337        | 342              | 7.92             | 43                  |
| Intraville               | 76376        | 275              | 4.66             | 59                  |
| Penly                    | 76496        | 431              | 4.06             | 106                 |
| Saint-Martin-en-Campagne | 76618        | 1256             | 6.85             | 183                 |
| Saint-Quentin-au-Bosc    | 76643        | 103              | 3.50             | 29                  |
| Tocqueville-sur-Eu       | 76696        | 221              | 3.60             | 61                  |
| Tourville-la-Chapelle    | 76704        | 589              | 7.71             | 76                  |